# Renato Pirocchi
Renato Pirocchi (Notaresco, 23 giugno 1933 – Chieti, 29 luglio 2002) è stato un pilota automobilistico italiano.

## Carriera
Nato il 23 giugno 1933 a Notaresco in provincia di Teramo, la sua carriera come pilota comincia nel 1954 con le vetture sportive Stanguellini Corsa 750, vincendo l'anno successivo il campionato italiano. Nel 1959 passa alla Formula Junior cominciando con una Urania per poi fare il passaggio ad una Stanguellini Junior, segnando il secondo posto al Nürburgring e la Coppa d'Oro di Sicilia.
L'anno dopo conquista il Campionato italiano con la vittoria a Teramo e realizzando vari podi, vince il Gran Premio de Habana a Cuba e arriva settimo al Gran Premio de la Libertad oltre che partecipare a varie competizioni di vetture sportive con la Fiat Abarth 850.
Nel 1961, dopo aver preso parte alle qualifiche del Gran Premio di Modena 1961, ha partecipato al Gran Premio d'Italia 1961 di Formula 1 con una Cooper-Maserati sotto le insegne del Pescara Racing Club finendo la gara dodicesimo.
Si è ritirato alla fine del 1962 guidando alla sua ultima gara una Lucangeli FJ. Dopo il suo ritiro divenne Presidente dell'Automobile Club di Pescara per 20 anni contribuendo anche a rilanciare la Cronoscalata Svolte di Popoli corsa in salita.
È morto all'ospedale di Chieti il 29 luglio 2002 e nel 2003, per onorare la sua memoria, l'ACI di Pescara ha lanciato il Trofeo Pirocchi, che viene assegnato al miglior pilota abruzzese under 23.

## Risultati in Formula 1
| 1961 | Scuderia            | Vettura    |  |  |  |  |  |  |    |  |  |  |  | Punti | Pos. |
| ---- | ------------------- | ---------- |  |  |  |  |  |  | -- |  |  |  |  | ----- | ---- |
| 1961 | Pescara Racing Club | Cooper T51 |  |  |  |  |  |  | 12 |  |  |  |  | 0     |      |

| Legenda | 1º posto     | 2º posto | 3º posto    | A punti         | Senza punti/Non class.  | Grassetto – Pole position Corsivo – Giro più veloce |
| Legenda | Squalificato | Ritirato | Non partito | Non qualificato | Solo prove/Terzo pilota | Grassetto – Pole position Corsivo – Giro più veloce |